# Gangsta.
Ne doit pas être confondu avec Gangster ou Gangsta rap.
Gangsta. (ギャングスタ) est un manga écrit et dessiné par Kohske. Il est prépublié depuis mars 2011 dans le magazine Monthly Comic @Bunch de l'éditeur Shinchōsha et est compilé en sept volumes en juillet 2015. La version française est éditée par Glénat depuis janvier 2014.
Une adaptation en anime produite par Manglobe est diffusée entre juillet et septembre 2015 sur Asahi Broadcasting au Japon et en simulcast dans les pays francophones sur Crunchyroll. Depuis avril 2016, l'anime est diffusé sur France 4 dans la case "Ré Animation".

## Synopsis
L'histoire suit Nicolas Brown et Warwick Arcangelo, deux tueurs à gages aux personnalités opposées : le premier est sourd, taciturne et secret tandis que le second est vantard et coureur de jupons. Ils vivent à Ergastulum, une ville contrôlée par la mafia et les gangs, et gagnent leur vie en accomplissant diverses tâches rémunérées allant de la livraison aux assassinats sous le couvert de leur "agence" de "services en tout genre".
Leurs vies vont être chamboulées lorsqu'ils vont rencontrer Alex, une prostituée qui cherche à échapper à la pègre...
C'est alors que la nouvelle venue découvre que Nick est un "indexé", ou "crépusculaire".

## Personnages

### Agence de "Services en tout genre"
Nicolas Brown (ニコラス・ブラウン)
Voix japonaise : Kenjiro Tsuda (VF : Julien Dutel)
Avec Warwick qu'il connaît depuis l'enfance, il compose le duo de "Services en tout genre". 34 ans, 1,69 m, il est brun, a des origines asiatiques et l'air peu aimable. C'est un "indexé" comme le témoigne la plaque qu'il porte constamment autour du cou, et il manie parfaitement le sabre. Sourd, il parle le plus souvent la langue des signes et parle rarement oralement car "ça le fatigue". Il a des yeux de lynx et est capable de lire sur les lèvres des gens.
Warwick Arcangelo (ウォリック・アルカンジェロ)
Voix japonaise : Junichi Suwabe
"Ami" d'enfance de Nicolas, il travaille, en plus de "Services en tout genre", en tant que gigolo les week-ends. 35 ans, 1,82 m, les cheveux blond cendré, il est borgne et souvent d'humeur joviale.
Alex Benedetto (アレックス・ベネデット)
Voix japonaise : Mamiko Noto (VF : Dany Benedito)
Ex-prostituée, elle fut délivrée du joug de son mac par Nick et Warwick. Depuis, elle est la standardiste de "Services en tout genre" en attendant de pouvoir voler de ses propres ailes. 24 ans, 1,67 m, elle a des longs cheveux noirs et une peau sombre. Elle recouvre peu à peu sa mémoire, effacée par les pilules que les macs donnent à leurs filles pour les contrôler, et se souvient donc qu'elle a un petit frère, Emilio.

### La police
Chad Adkins
Capitaine de la police d'Ergastulum, 56 ans, 1,76 m, divorcé, il a beaucoup fait pour Nick et Warwick par le passé.
Cody Balfour
Gentil, un peu naïf et facilement impressionnable subordonné de Chad qui s'amuse à le faire tourner en bourrique avec Nick et Warwick. 26 ans, 1,79 m, d'allure innocente et juvénile.

### Clan Monroe
Un des quatre clans qui règnent sur Ergastulum, avec à sa tête Daniel Monroe. Il s'occupe du commerce et aide les "indexés" non-membres de la guilde Paul Klee, il est donc "pro-indexé".
Daniel Monroe
Parrain du clan Monroe. 62 ans, 1,78 m, surnommé "Gunslinger Danny", c'est un expert de la gâchette (d'où son surnom) qui considère Nick et Warwick presque comme ses fils d'après Chad. C'est plutôt un boss bienveillant et paternel.
Miles Mayer
Vétéran du clan. 54 ans, 1,91 m, plutôt balèze, il est le seul, avec le parrain, à n'être sorti qu'avec des égratignures d'une attaque d'un "indexé" au QG du clan 20 ans plus tôt.
Diego Montes
Homme de main à la peau mate du clan. 29 ans, 1,77 m.
Delico
"Indexé" faisant office de "bouclier" à Daniel Monroe. 26 ans, 1,72 m, il a les yeux vairons. Il était dans le même orphelinat que Yang. Il a une sœur, Erica, de deux ans sa cadette, qu'il croyait morte depuis l'attaque de l'orphelinat.
Yang
Homme de main du clan et camarade d'orphelinat de Delico. 26 ans, 1,79 m, il a un grain de beauté sur la joue gauche, près du nez.
Ivan Glaziev
Nouvel homme de main plutôt louche du clan. 32 ans, 1,84 m, il semble comploter avec Uranos Corsica et tremper dans les meurtres d'indexés.

### Clan Corsica
Un des clans qui règne sur Ergastulum. Au contraire des Monroe, le clan Corsica a les indexés en horreur. Il vit de la gestion de maisons closes et du trafic d'armes.
Uranos Corsica
Parrain du clan Corsica. Il exècre les "indexés". 61 ans, 1,73 m, il semble être lié aux séries de meurtres d'indexés.
Erica
Mystérieuse femme possédant des capacités physiques hors du commun et dont elle se sert pour massacrer des "indexés". 24 ans, 1,64 m, elle manie parfaitement le sabre et a les deux yeux bleus, contrairement à son frère Delico, et est plus forte et plus audacieuse que lui au combat.
Mikhail
Gamin psychopathe accompagnant Erica. 10 ans, 1,38 m, il semble doté d'une force et d'une résistance surhumaine.

### Clan Cristiano
Un des quatre clans qui règnent sur Ergastulum, il gère la distribution de cerebrum, médicament indispensable à la survie des "indexés". Affilié au clan Monroe, le parrain jouit de la protection de membres de la guilde.
Loretta Cristiano Amodio
Fille du feu parrain et de sa défunte femme, une ex-prostituée, c'est maintenant elle qui tient les rênes du clan Cristiano. 14 ans, 1,54 m, elle déteste qu'on la traite comme une gamine et tient beaucoup de son père.
Marco Adriano
Homme de main de Loretta, il fait partie du clan Cristiano. 29 ans, 1,81 m, il a une balafre horizontale sur le côté gauche de son visage allant de son nez jusqu'à l'oreille. Il est fiancé à Constance Raveau et est un ancien membre de la seconde unité de la brigade d'exterminateurs Esminets.

### Guilde Paul Klee
Un des quatre clans qui règnent sur Ergastulum, il est dirigé par Gina Paul Klee. C'est une guilde de mercenaires employant des "indexés".
Gina Paul Klee
Patronne de la guilde Paul Klee. 48 ans, 1,84 m, c'est une descendante du fondateur de la guilde, Paul Klee. Elle est aussi une "indexée" dont on ne connait le rang.
Galahad Woehor
"Indexé" sous contrat, il est le gérant du Bastard, bordel appartenant au clan Cristiano dont la mère de Loretta fut la première diva. 39 ans, 1,98 m, il ne fait pas partie du clan puisque membre de la guilde Paul Klee et possède une force herculéenne.
Ginger
Subordonnée discrète et timide de Gina, c'est une "indexée". 17 ans, 1,63 m, elle est rousse, porte des lunettes et possède une forte poitrine. Elle est très forte au corps à corps.
Doug
Mercenaire de la guilde. 21 ans, 1,43 m, c'est un "indexé" dont le handicap fait qu'il a l'apparence d'un gamin de 12-14 ans. Il manie deux machettes et plusieurs couteaux. Nick n'arrive pas à lire sur ses lèvres car il parle trop vite. Il est tué par Colt et meurt dans les bras de Galahad.

### Brigade Esminets
Brigade anti-crépusculaires composée de membres non-modifiés dont les capacités égalent voir surpassent celles des indexés. C'est la troisième unité d'éradicateurs d'indexés, à la solde et aux ordres d'Uranos Corsica.
Emilio Benedetto
Membre de la brigade. 19 ans, 1,66 m, c'est le petit frère d'Alex. Il semble à la recherche de celle-ci.
Beretta
Membre de la brigade. 28 ans, 1,75 m, c'est une femme assez voluptueuse. Elle fume et a un grain de beauté près de la bouche.
Striker
Membre de la brigade. 29 ans, 1,94 m, il a des cheveux argentés et son bras gauche est recouvert d'un tatouage tribal. Il est sadique et se bat avec des tonfas (matraques d'acier).
Sig
Membre de la brigade. 16 ans, 1,65 m, elle porte peu de vêtements et un cache-œil sur l'œil gauche. Elle manie la hache et a un comportement juvénile.
Colt
Membre de la brigade. 13 ans, 1,59 m, il manie des couteaux et la moitié basse de son visage est cachée par le col de son manteau.

### Autres
Dr Théo
Médecin officiant dans un petit cabinet d'Ergastulum, il a souvent des ennuis avec des gangs qui veulent le recruter, raison pour laquelle il fait appel à "Services en tout genre". 31 ans, 1,89 m, il porte des lunettes et il lui manque l'auriculaire et l'annulaire de la main gauche.
Nina
Mignonne et gentille fillette travaillant comme infirmière avec le Dr Théo. 12 ans, 1,41 m, elle apprend la langue des signes avec Nick juste pour le voir.
Constance Raveau
Propriétaire d'un magasin d'armes à feu. 25 ans, 1,62 m, c'est la petite-fille de Joëlle et la fiancée de Marco Adriano. Elle se fera enlever par la brigade Esminets.
Joëlle Raveau
Propriétaire d'un tabac dans la zone réservée d'Ergastulum où Alex avait l'habitude de tapiner. 76 ans, 1,54 m, c'est la grand-mère de Constance. Elle fait souvent appel à "Services en tout genre" pour se débarrasser de voyous qui rôdent.

## Manga
Écrit et dessiné par Kohske, le manga Gangsta a débuté le 21 mars 2011 dans le magazine Monthly Comic @Bunch. Le premier volume relié est publié le 8 juillet 2011 par Shinchosha. En 2009, un one shot servant de préquelle intitulé Postman est publié dans le magazine Monthly Shōnen Gangan de Square Enix. Hors du Japon, la série est éditée en version française par Glénat et en version anglaise en Amérique du Nord par VIZ Media.
Une série dérivée intitulée Gangsta.:Cursed. - EP_Marco Adriano, dessinée par Syuhei Kamo, est publiée depuis juillet 2014 dans le magazine Go Go Bunch, après la parution d'un prologue en avril 2014.

### Liste des volumes
| no | Japonais       | Japonais          | Français          | Français          |
| no | Date de sortie | ISBN              | Date de sortie    | ISBN              |
| -- | -------------- | ----------------- | ----------------- | ----------------- |
| 1  | 8 juillet 2011 | 978-4-10-771625-5 | 1er janvier 2014  | 978-2-7234-9878-4 |
| 2  | 7 janvier 2012 | 978-4-10-771646-0 | 5 mars 2014       | 978-2-7234-9879-1 |
| 3  | 9 juillet 2012 | 978-4-10-771667-5 | 7 mai 2014        | 978-2-7234-9880-7 |
| 4  | 9 février 2013 | 978-4-10-771694-1 | 2 juillet 2014    | 978-2-344-00073-1 |
| 5  | 9 octobre 2013 | 978-4-10-771719-1 | 17 septembre 2014 | 978-2-344-00074-8 |
| 6  | 9 juillet 2014 | 978-4-10-771754-2 | 5 novembre 2014   | 978-2-344-00433-3 |
| 7  | 9 juillet 2015 | 978-4-10-771754-2 | 6 avril 2016      | 978-2-344-00433-3 |

## Anime
L'adaptation en anime est annoncée en juillet 2014. Celle-ci est produite par le studio Manglobe avec une réalisation de Shukō Murase, un scénario de Shinichi Inotsume et une composition musicale de Tsutchie. La série est diffusée à partir du 2 juillet 2015 sur ABC au Japon et en simulcast sur Crunchyroll dans les pays francophones, suivi d'une sortie en DVD et Blu-ray par @Anime en 2016. L'anime est aussi diffusé à la télévision sur la chaîne France 4 dans la nuit du vendredi au samedi dans la case "Ré Animation" qui se compose de séries animées pour adultes.

### Liste des épisodes
| No   | Titre                                  | Date de 1re diffusion | Chapitres |
| ---- | -------------------------------------- | --------------------- | --------- |
| 01   | Naughty Boys (Mauvaise graine)         | 2 juillet 2015        | 01        |
| 02   | Hundemarken (Plaques militaires)       | 9 juillet 2015        | 03-04     |
| 03   | Ergastulum (Idem)                      | 16 juillet 2015       | 02-05     |
| 04   | Nonconformist (Anticonformistes)       | 23 juillet 2015       | 07-08-12  |
| 05   | Sanctions (Les trois lois)             | 30 juillet 2015       | 09-10     |
| 06   | Thorn (Problèmes épineux)              | 6 août 2015           | 11-13-15  |
| 07   | Birth (Naissance)                      | 13 août 2015          | 14-15-16  |
| 08   | Evening Dress (Tenue de soirée)        | 20 août 2015          | 17-18-19  |
| 09   | Siblings (Frère et sœur)               | 27 août 2015          | 20-21-22  |
| 09.5 | 9.5 (résumé)                           | 3 septembre 2015      | N/A       |
| 10   | Land of Confusion (Terre de confusion) | 10 septembre 2015     | 23-24-25  |
| 11   | Absence                                | 17 septembre 2015     | 24-25-26  |
| 12   | Odds and Ends (Les petites choses)     | 24 septembre 2015     | 26-27-28  |